# Palacio Real de Milán
El Palazzo Reale o Palacio Real de Milán fue por muchos siglos sede del gobierno de la ciudad de Milán (Italia), residencia de regentes y es actualmente un importante centro cultural, sede de muestras y exposiciones.
Durante el gobierno de los Habsburgo sufrió una remodelación neoclásica a cargo del arquitecto italiano Giuseppe Piermarini; el palacio está situado a la derecha de la fachada del Duomo, en posición opuesta respecto a la conocida Galería Víctor Manuel II. La fachada del palacio sigue la línea de un antiguo patio, formando una entrada respecto a la Piazza del duomo, llamada piazzetta reale.
Cabe destacar la Sala delle Cariatidi (Sala de las Cariátides) en la planta noble del palacio, que ocupa el lugar del antiguo teatro, quemado en 1776, y es el único ambiente que sobrevivió al duro bombardeo de la ciudad en 1943, durante el cual se perdieron los interiores neoclásicos.

## Historia

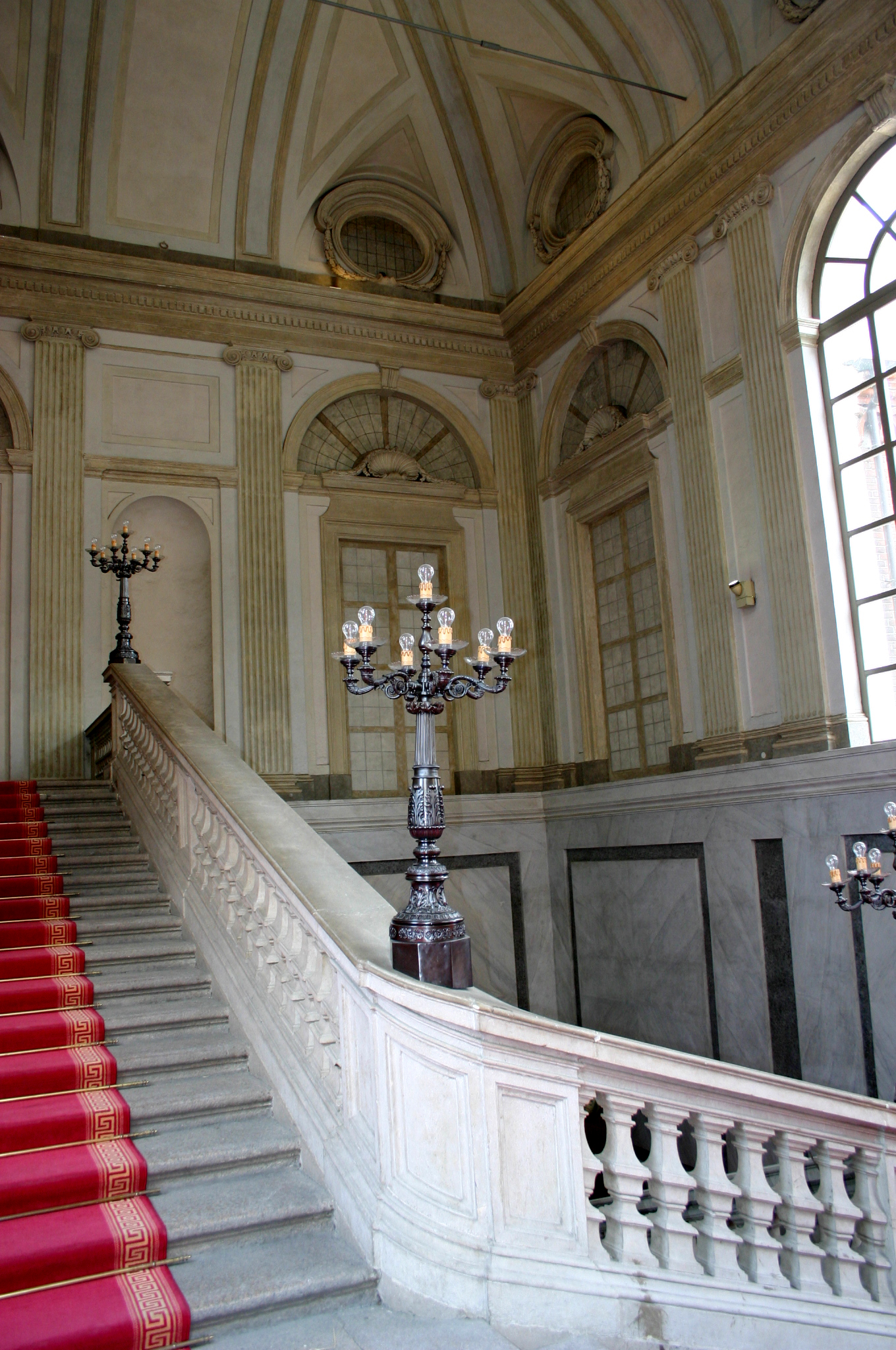
Interiores neoclásicos del Palacio Real.

Sede del gobierno de la ciudad desde la Baja Edad Media, fue conocido por el nombre de Palazzo del Broletto Vecchio y también  como Palazzo dell'Arengo, vio reforzado su papel de centro político con el advenimiento de los señoríos de los della Torre (o Torriani), los Visconti y los Sforza. A partir de entonces fue escenario de una fastuosa vida cortesana, investiduras y recibimientos solemnes.
Hasta principios del siglo XVI, los duques de Milán tenían su residencia oficial en el Castello Sforzesco. Fue bajo el dominio francés de Luis XII y de Francisco I que la corte se trasladó al Palacio Real.
El Palazzo floreció bajo el gobernador Ferrante Gonzaga, quien tomó residencia permanente en Milán en 1546. La familia Gonzaga renovó y transformó la corte ducal en un palacio adecuado para un gobernador, con salas ampliadas y recién inauguradas dedicadas a funciones oficiales. 
A finales del siglo XVI, el gobernador español Antonio de Guzmán y Zúñiga, marqués de Ayamonte, contrató a Pellegrino Tibaldi para llevar a cabo una mayor remodelación del palacio real. Tibaldi, arquitecto de confianza del arzobispo Carlos Borromeo, ya estaba trabajando en ese momento en el Duomo, en el Palacio Arzobispal y en Cortile dei Canonici. Entre 1573 y 1598 coordinó las obras de remodelación del palacio real. Varios artistas importantes de la época colaboraron en esa remodelación junto a Tibaldi: Aurelio Luini, Ambrogio Figino, Antonio Campi y Valerio Profondavalle, un artista flamenco que también había trabajado en las ventanas del Duomo.
En la segunda mitad del siglo XVIII Milán estaba, en virtud del Tratado de Utrecht, bajo el dominio de Austria, y el Palacio Real fue revestido de ornamentos y decoraciones inspiradas en el barroco teresiano, previamente a la transformación neoclásica que recibiría a finales de siglo de la mano de Giuseppe Piermarini, quien había sido investido en 1769 como Arquitecto Real Imperial de la Lombardía Habsburgo. Piermarini mantuvo sobre la región una especie de monopolio arquitectural, supervisando docenas de proyectos y elevando los niveles de profesionalidad en la región, y proyectó entre otros edificios La Scala, el famoso teatro de ópera de la ciudad. En este período Piermarini formó la estancia principal del palacio, la conocida como Sala de las Cariátides. 
Originalmente proyectado con un sistema de dos patios, uno de ellos fue parcialmente demolido durante su remodelación para abrirlo a la plaza del Duomo; la fachada actual del palacio sigue la línea del antiguo patio, formando una entrada respecto a la plaza del duomo, llamada piazzetta reale, que se encuentra a la derecha de la fachada del Duomo, en posición opuesta a la Galería Víctor Manuel II.

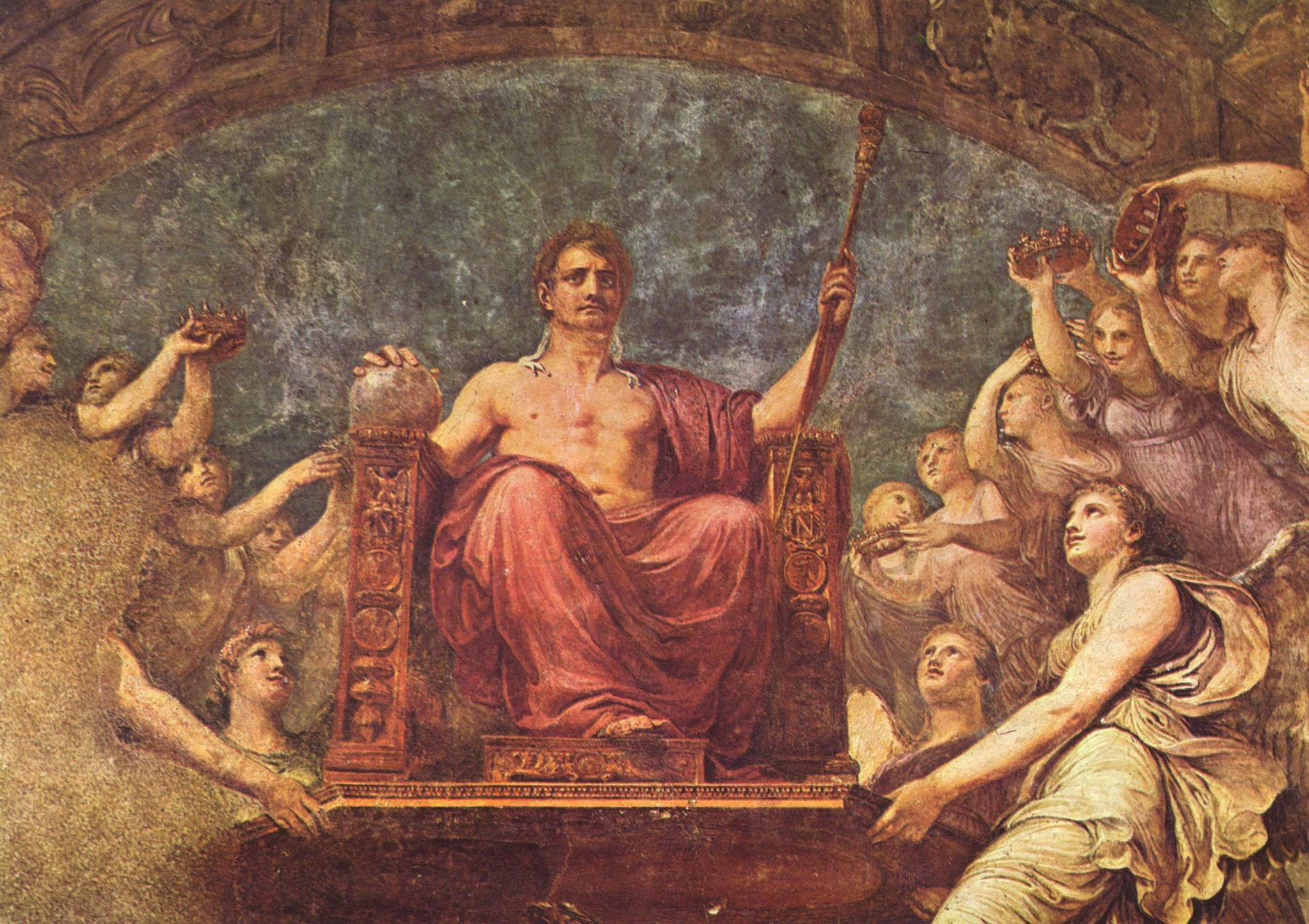
Apoteosis de Napoleón, Rey de Italia (1807), uno de los frescos de Andrea Appiani en el Palazzo Reale que sobrevivió a los bombardeos de la Segunda Guerra Mundial.

La remodelación tuvo lugar entre 1769 y 1778, coincidiendo al final con el trabajo en La Scala (1776-1778), en un estilo que ha sido definido como un "neo-palladiano algo árido". Piermarini invitó al también arquitecto y decorador (Giuseppe) Giocondo Albertolli (1742,1839)  a decorar varias salas del palacio siguiendo sus diseños, entre ellas la Sala de las Cariátides, que le tomó dos años completar.
Desde su remodelación fue palacio de los regentes, desde María Teresa I de Austria a Napoleón Bonaparte, Fernando I de las Dos Sicilias y la Casa de Saboya. 
Entre 1803 y 1807, Andrea Appiani, retratista oficial de Napoleón, ejecutó un fresco monocromático monumental en la Sala de las Cariátides celebrando las victorias de Napoleón, que es conocido actualmente a través de grabados. Entre 1808 y 1810 completó otra serie de frescos a gran escala en el palacio, el más elaborado de los cuales, realizado para la Sala del Trono (que ocupaba el valido del emperador) fue titulado El triunfo de Júpiter-Napoleón, dominando el mundo.
En 1920 el Palacio Real pasó a propiedad estatal, y fue abierto a las visitas de los ciudadanos. Los bombardeos de 1943 destruyeron en parte el edificio, que está en la tercera fase y final de un proceso de restauración de más de veinte años de duración para recuperar el esplendor de antaño.